# كولين ألتاميرانو
كولين التاميرانو (بالإنجليزية: Collin Altamirano)‏ مواليد 7 ديسمبر 1995 في ساكرامنتو، هو لاعب كرة مضرب أمريكي يلعب باليد اليمنى. أعلى مركز له في تصنيف رابطة محترفي كرة المضرب في الفردي كان المركز الـ 732 في سنة 2015.

## روابط خارجية
- كولين ألتاميرانو على موقع رابطة محترفي التنس (الإنجليزية)
- كولين ألتاميرانو على موقع الاتحاد الدولي لكرة المضرب (الإنجليزية)
- كولين ألتاميرانو على موقع خلاصة التنس.كوم (الإنجليزية)
- كولين ألتاميرانو على موقع إي إس بي إن.كوم (الإنجليزية)